# Петров, Евгений Александрович (музыкант)
Евге́ний Алекса́ндрович Петро́в (род. 1972, Москве) ― российский кларнетист и музыкальный педагог; солист Московской филармонии, профессор Московской консерватории, заслуженный артист Российской Федерации (2006), лауреат международных конкурсов.

## Биография
Евгений Петров родился в Москве. Во время учёбы в центральной музыкальной школе при Московской консерватории он дважды стал лауреатом конкурса «Концертино Прага». 
После окончания школы в 1990 году он учился в Московской консерватории по классу профессора Владимира Соколова. 
В 1995 году Петров окончил консерваторию, а в 1997 — ассистентуру-стажировку.
Концертную деятельность Евгений Петров ведёт с 1986 года. Он многократно выступал с концертами в России и за рубежом, как в качестве солиста, так и в составе камерных ансамблей. Его партнёрами по ансамблю были Наталья Гутман, Николай Петров, Николай Луганский, Наум Штаркман, квартеты имени Бородина, Шостаковича, Прокофьева, Глинки и Глазунова и другие известные музыканты и музыкальные коллективы. С 2001 года Петров является солистом Московской государственной филармонии.
В 1994 году, ещё будучи студентом консерватории, Евгений Петров начал преподавать в музыкальной школе при Московской консерватории. 
С 1996 года он ассистировал профессору Владимиру Соколову в Московской консерватории, а в 1999 году сам стал преподавателем класса кларнета на кафедре духовых и ударных инструментов. 
В 2004 году он стал доцентом, а в 2009 — профессором Московской консерватории. Петров регулярно проводит мастер-классы в различных городах России и за рубежом и участвует в жюри всероссийских и международных конкурсов (Женева, Пекин, Претория, и др.). 
Среди его учеников лауреаты международных конкурсов Валентин Урюпин, Сергей Елецкий, Михаил Безносов, Алексей Богорад, Антон Мойсеенко, Василий Белов, Нарек Арутюнян и другие. 
В 2006 году Евгению Петрову было присвоено почётное звание заслуженного артиста Российской Федерации.

## Награды и звания
- Дипломант конкурса «Концертино Прага» (1986)
- Лауреат I премии конкурса «Концертино Прага» (1989)
- Лауреат II премии конкурса кларнетистов в Женеве и международной премии «Award association» (1990)
- Юбилейная медаль Музыкального центра «Бункамура» (Япония, 1994)
- Лауреат Международной благотворительной программы «Новые имена» (1995)
- Заслуженный артист Российской Федерации (2006)